# Julie Arthur
Julie Ann Arthur (née Price; sinh năm 1966/1967) là vợ của cựu Thủ tướng Cộng hòa Barbados, Owen Arthur, người mà cô kết hôn vào ngày 12 tháng 8 năm 2006 tại Bridsville. Cặp đôi tận hưởng tuần trăng mật của họ ở Birmingham, Anh.
Họ có với nhau một đứa con gái tên là Leah.